# رب ویتمن
رب ویتمن (به انگلیسی: Rob Wittman) نمایندهٔ حوزه انتخابیه اول ویرجینیا از حزب جمهوری‌خواه ایالات متحده آمریکا در مجلس نمایندگان ایالات متحده آمریکا است که برای نخستین‌بار در ۱۲ دسامبر ۲۰۰۷ میلادی به‌عضویت این مجلس درآمد.